# قلیاگریز (گیاه‌شناسی)

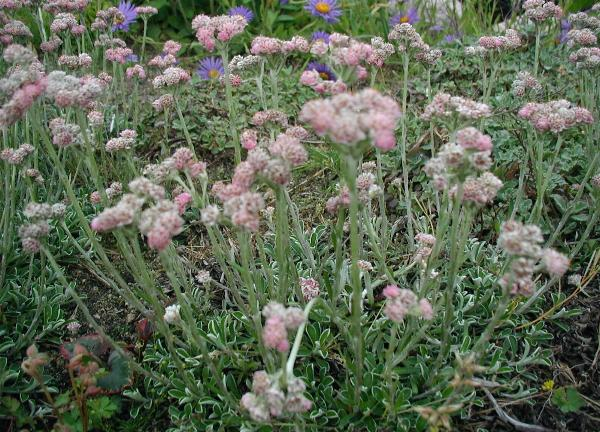
Antennaria dioica و Aster alpinus به‌عنوان گیاهان دافع قلیا، با تحمل به pH بالا و جذب انتخابی یون‌ها، در خاک‌های قلیایی شرق پیرنه زنده می‌مانند.

گیاه قلیاگریز یا دافع‌قلیاء (به انگلیسی: Calcifuge)، گیاهی است که خاک قلیایی را تحمل نمی‌کند. این کلمه از لاتین «فرار از گچ» گرفته شده است. این گیاهان همچنین به‌عنوان خلنگی (ericaceous) توصیف می‌شوند، زیرا نمونه اولیه دافع‌قلیاء از جنس خلنگ است. این وجود یون‌های کربنات یا هیدروکسید نیست که این گیاهان قادر به تحمل نیستند، بلکه این واقعیت است که در شرایط قلیایی، آهن کمتر محلول می‌شود. در نتیجه، دافع‌قلیائی که در خاک‌های قلیایی رشد می‌کند اغلب علائم کمبود آهن، یعنی رنگ‌پریدگی میان‌رگبرگ را در رشد تازه نشان می‌دهد. بسیاری از گیاهان باغی که دافع‌قلیاء هستند نیاز به کمپوست «خلنگی» با pH پایین نیاز دارند که عمدتاً از پوده گیاه خزه پوده‌زار تشکیل شده است.
گیاهی که در خاک‌های غنی از آهک رشد می‌کند به‌عنوان جاذب‌قلیاء شناخته می‌شود.